# Diego Alonso
Diego Alonso (* 16. April 1975 in Montevideo) ist ein ehemaliger uruguayischer Fußballspieler auf der Position des Mittelstürmers und gegenwärtiger Fußballtrainer.

## Laufbahn

### Spieler
Seine ersten Profijahre verbrachte Alonso bei seinem „Heimatverein“ Club Atlético Bella Vista, mit dem er 1997 die Meisterschaft der Segunda División gewann und somit dem Meister von 1990 die Rückkehr in die Primera División ermöglichte.
Über den argentinischen Erstligisten Gimnasia y Esgrima La Plata, bei dem er in der Saison 1999/00 unter Vertrag stand, gelang ihm der Sprung nach Spanien, wo er für diverse Vereine spielte und unter anderem in der Saison 2001/02 mit Atlético Madrid den Titel der Segunda División gewann. Mit seinen 22 Toren, die ihn zum Torschützenkönig dieser Saison machten, hatte Alonso maßgeblichen Anteil an diesem Erfolg der Rojiblancos.
Nach vier Jahren in Spanien wechselte Alonso zu den UNAM Pumas nach Mexiko, mit denen er gleich in seiner ersten Spielzeit, der Apertura 2004, die mexikanische Fußballmeisterschaft gewann.
Einen weiteren Meistertitel in der höchsten Spielklasse eines Landes gewann er in der Saison 2009/10 in seinem Heimatland mit dem Club Atlético Peñarol und erreichte zum Abschluss seiner aktiven Laufbahn in der darauffolgenden Spielzeit 2011 die Finalspiele der Copa Libertadores, in denen er allerdings nur zu einem rund zehnminütigen Einsatz gegen den späteren Turniersieger FC Santos kam.

### Trainer
Gleich im Anschluss an seine aktive Laufbahn begann Alonso eine Trainertätigkeit und betreute zunächst Bella Vista, das bereits seine erste Station als Spieler war. Anschließend trainierte er den Club Guaraní, seinen ehemaligen Verein Peñarol und den Club Olimpia, bevor er Ende 2014 einen Vertrag beim mexikanischen Erstligisten CF Pachuca unterschrieb, mit dem er in der Clausura 2016 den mexikanischen Meistertitel gewann.
Zur Saison 2020 wurde Alonso der erste Cheftrainer des neuen MLS-Franchises Inter Miami. Trotz Spielern wie Rodolfo Pizarro, Blaise Matuidi oder Gonzalo Higuaín schloss die Mannschaft die Saison lediglich auf dem 10. Platz der Eastern Conference ab und verpasste die Play-offs. Anfang Januar 2021 trennte sich das Franchise von Alonso.
Am 30. Dezember 2021 wurde er als neuer Trainer der uruguayischen Fußballnationalmannschaft vorgestellt. Dort war bis Ende Februar 2023 tätig.
Im Oktober 2023 übernahm er die Position des Cheftrainers des spanischen Erstligisten FC Sevilla. Bereits am 16. Dezember 2023 wurde er eine halbe Stunde nach einer 0:3-Heimniederlage gegen den FC Getafe wieder entlassen. Alonso war mit Sevilla in sämtlichen Liga- und Europapokalspielen sieglos geblieben und wenige Tage zuvor durch eine 1:2-Niederlage gegen RC Lens auch als Tabellenletzter aus der Champions League ausgeschieden.

## Erfolge

### Als Spieler
- Mexikanischer Meister: Apertura 2004
- Uruguayischer Meister: 2009/10
- Spanischer Zweitligameister: 2001/02 (und Torschützenkönig)
- Uruguayischer Zweitligameister: 1997

### Als Trainer
- Mexikanischer Meister: Clausura 2016
- CONCACAF Champions League: 2016/17[7]